# Дмитриј Иванович Жилка
Димитрије Иванович Жилка (6. октобар 1481 — 14. фебруар 1521) је био удеони кнез Углича (1503–1521), трећи син великог кнеза московског Ивана III Васиљевича из брака са великом кнегињом Софијом Палеолог. Брат великог кнеза Василија III Ивановича.

## Биографија
У мају 1492. године први пут се помиње по имену у изворима.
Лета 1502. године, током Руско-литванског рата 1500-1503. године, послат од стране свог оца на челу велике војске у поход против Великог војводства Литваније, заузео је Оршу, спалио предграђе Витебска и спалио све волосте до Полоцка и Мстиславља. У августу-септембру, опсада Смоленска коју је предводио кнез Димитрије II Жилка била је безуспешна.
Крајем августа - септембра 1503. године, учествовао је на црквеном сабору, на којем је подржао став свог оца и старијег брата, који сабор није прихватио, а који је предвиђао ограничење власништва над црквеним земљиштем и, очигледно, проверу права својине манастира, храмова и цркава на њихова имања.
Године 1503, према очевој духовној повељи, кнез Димитрије Иванович је добио следеће градове као своју удеону кнежевину: Углич (који је постао његова резиденција) са округом, Зубцов са округом, Мешчовск, Опаков са волостима, Мологу са волостима, утврђене градове Хлепен, Рогачев, Опоки, као и половину Ржевија, московско село Напрудское и московско село Озерецкое. Према духовној повељи, он није имао право да захтева проширење наследства ни под којим околностима и био је ограничен у својим имовинским правима: смрт без мушког наследника значила је пренос његове имовине на великог кнеза. Кнез Димитрије Иванович, као и остали млађи синови великог кнеза Ивана III, био је лишен права да кује новац, прима царине и већину других прихода из Москве. Пошто је добио део великокнежевске благајне, кнез Димитрије Жилка није могао да претендује на доделу других суверених средстава.
У јануару 1504. године, кнезу Димитрију Жилки је отац предао удеону кнежевину. У јуну исте године, између њега и великог кнеза - савладара Василија III Ивановича закључен је „коначни споразум“ (уговор), а 1504–1505. године састављени су „путни спискови“ граница удеоне кнежевине кнеза Димитрија Жилке.
6. (или 7.) децембра 1505. године, након смрти свог оца, учествовао је на састанку Бољарске думе у присуству свог брата, великог кнеза Василија III, на којем је одлучено питање о односима са Кримским канатом.
У априлу 1506. године, током Руско-Казањског рата 1505-1507, по наређењу свог старијег брата, великог кнеза московског Василија III, кнез Димитрије Иванович Жилка је предводио руску војску (комбиновану поморску и коњичку силу) у походу на Казањ, али је два пута поражен од стране казанских трупа.
Године 1512-1513, током Руско-литванског рата 1512-1522, у кампањи против Смоленска, формално је командовао левим крилом војске.
Лета 1513. године био је са великим кнезом Василијем III у Боровску, а 11. септембра је отишао „по кримским вестима“ у Серпухов (или Каширу) да заштити јужне границе.
Лета 1514. године, кнез Димитрије Иванович Жилка је чувао државне границе од Татара у Серпухову.
Одреди бојарске деце из удеоне кнежевине кнеза Димитрија Жилке редовно су слати у војну службу великом кнезу Василију III под командом удеоних управника (1506–08, 1512, 1515, 1519, итд.).
Очигледно је да је кнез Димитрије Жилка био повезан са Максимом Грком; превод Објашњавајућег Псалтира (прва половина XVI века) садржи посвету кнезу Димитрију. Његов кнежевски двор је укључивао представнике многих познатих породица (кнежеви Ховански, представници 2 линије Ростова Рјуриковича, 3 линије Морозова, Вељаминова, 2 линије Волинског, Полева, итд.). Кнез Димитрије Жилка је чврсто бранио друштвене и материјалне интересе својих вазала, што је проузроковало отприлике 1519–1520. године, оштру реакцију великог кнеза Василија III, који је ове поступке сматрао кршењем очеве воље.
У свом домену био је штедљив власник: у првим годинама своје владавине основао је неколико кнежевских насеља са повлашћеним статусом, а поред палатских села куповао је и земљу од локалних патримонијалних земљопоседника. У његовом домену, локално власништво над земљиштем се активно развијало (посебно у Угличком, Ржевском и делимично Зубцовском окрузима). У духовној повељи кнеза Димитрија Жилке нема записа о дуговима (иако је можда постојала посебна повеља за њих), али списак његове имовине заузима око 75% свих текстова докумената. Списак описује накит и предмете, свечану одећу, обућу и гардеробу од скупоцених европских и источних тканина и руског крзна (укупно око 70 предмета, не рачунајући велики број бисера), посуђе и прибор за јело од сребра, укључујући позлаћено сребро („државни“ списак садржи преко 250 предмета, „теренски“ списак – око 240). Ризница је садржала хиљаду рубаља, што је била веома велика сума бесплатног новца за 16. век. Велики кнез Василије III је био обавезан тестаментом кнеза Димитрија Жилке да да спомен-прилоге имања 11 манастира (укључујући 7 у Угличу) и да да новчане прилоге другим манастирима и црквама (укупно око 30).
Умро је 14. фебруара 1521. године у Угличу. Након Димитријеве смрти његова удеона кнежевина је припојена Москви.
Након смрти кнеза Димитрија Ивановича, намера великог кнеза Василија III да сахрани свог брата у Архангелској цркви Московског Кремља скоро је довела до насилног сукоба, јер чланови двора кнеза Димитрија Жилке и Угличани одлучно нису желели да предају тело свог кнеза. После дуге расправе, наредба великог кнеза Василија III је извршена. Тело је испраћено на сахрану у Москви уз невиђене церемоније. Овај догађај је посвећен причи коју је написао архимандрит Угличког васкрсењског манастира, Јефрем, а сачувана је у летописној традицији Тројице-Сергијевог манастира (Синодални списак Типографског летописа), а која је важна за разумевање распона државних и политичких идеја локалних елита.